# Martyna Kobus
Martyna Agata Kobus – polska ekonomistka. 

## Życiorys
W 2008 ukończyła studia ekonomiczne w Szkole Głównej Handlowej w Warszawie. Studiowała także matematykę na Uniwersytecie Warszawskim. W 2013 obroniła na Uniwersytecie Warszawskim napisaną pod kierunkiem Odeda Starka dysertację doktorską O pomiarze nierówności dla danych porządkowych: Zagadnienia porządkowości i wielowymiarowości. W 2020 habilitowała się w Instytucie Nauk Ekonomicznych Polskiej Akademii Nauk, przedstawiwszy dzieło Pomiar nierówności, dobrobytu i ubóstwa: teoria i zastosowania.
Zawodowo związana z Instytutem Badań Strukturalnych (2007–2008), Instytut Badań Edukacyjnych (2011–2014) i Instytutem Nauk Ekonomicznych PAN (od 2013).
W 2021 odznaczon Brązowym Krzyżem Zasługi.